# Gronda di Genova
 (août 2018).

Quatre autoroutes (A7, A10, A12 et A26) se rejoignent à Gênes, goulot d'étranglement du trafic.

La Gronda di Genova est un projet de construction d'un nouveau barreau autoroutier de contournement par le nord de l'agglomération de Gênes, pour prolonger l'autoroute A10. Son coût prévu est de 3 à 4,5 milliards d'euros.
Cette infrastructure prévoit 72 km de nouveaux tracés autoroutiers et de se connecter à Gênes Est et Ouest et à Bolzaneto. Elle permet l’interconnexion avec l’A26 à Voltri et se connecte avec l'A10 à Vesima. Elle doit être largement souterraine, avec 23 tunnels sur un total de 54 km (presque 90 pour cent du tracé) mais également 13 nouveaux viaducs et l’agrandissement de 11 viaducs existants.